# Vorauflaufherbizid

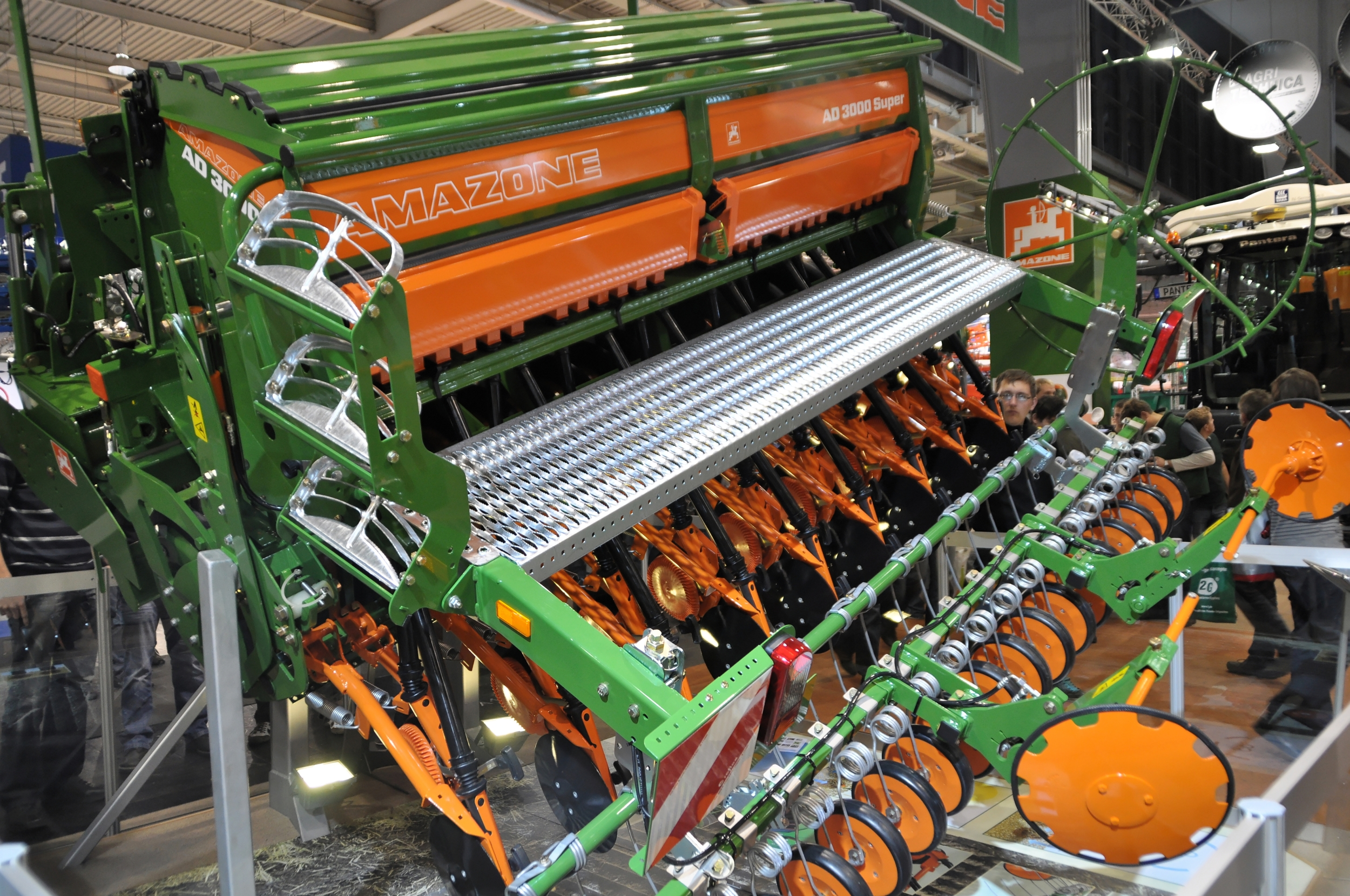
Drillmaschine mit Vorauflaufmarkierung durch die 2 Scheiben im Heck

Vorauflaufherbizide sind eine Gruppe von Pflanzenschutzmitteln, die vor dem Auflaufen der Kulturpflanzen so auf den Boden ausgebracht werden, dass die meist etwas früher auflaufenden Unkräuter und/oder Ungräser unterdrückt werden. Eine Anwendung als Vorauflaufherbizid ist ein weit verbreitetes Verfahren, Breitbandherbizide anzuwenden.
Vorauflaufherbizide (engl. pre-emergence treatment herbicides oder kurz pre-emergence herbicides) werden meist kurz nach dem Einsäen der Kulturpflanzen, aber vor dem Auflaufen der ersten Kulturpflanzen ausgebracht. Sie werden nicht mechanisch in den Boden eingearbeitet. Der Wirkmechanismus beruht darauf, dass die keimenden Unkräuter und Ungräser in der Regel aus den obersten Bodenschichten stammen (< 50 mm). Die Kulturpflanzen sind hingegen tiefer eingesät. Durch (leichten) Regen oder Überkopfbewässerung muss das Herbizid in die oberste Bodenschicht eingewaschen werden.
Eine besondere Form der Anwendung ist die Abtötung einer bereits bestehenden Vegetationsdecke durch ein Vorauflaufherbizid und anschließende Einsaat der Kulturpflanze. Diese Anwendung ist typisch für die pfluglose Bodenbearbeitung (no-till systems) und für die Neuansaat von Rasen.

## Vor- und Nachteile
Gegenüber anderen Verfahren des chemischen Pflanzenschutzes haben Vorauflaufherbizide einige spezifische Vor- und Nachteile.

### Vorteile
- Durch Aussprühen als Anwendungsverfahren ergibt sich eine hohe Herbizidkonzentration in den obersten Bodenschichten. Diese Konzentration ist besonders wirksam gegen flach keimenden Unkräuter, die aus diesen Bodenschichten stammen. Herbizide, die in den Boden eingearbeitet werden, erreichen diese hohen Konzentrationen in der Regel nicht.
- Die Ausbringung ist auch dann möglich, wenn eine Einarbeitung wegen zu nassen Bodens unmöglich ist.
- Die räumliche Trennung der Wirkung in den obersten Bodenschichten von der Keimung der Kulturpflanzen weiter unten erhöht die Anwendungssicherheit.
- Die frühe Anwendung im Pflanzenzyklus führt zu einer hohen Konkurrenzverminderung zu Gunsten der Kulturpflanze.
- Durch die Kombination von Aussäen und Herbizidanwendung kann eine Befahrung des Ackers eingespart werden.
- Vorauflaufherbizide können sowohl bei pflugloser Bodenbearbeitung als auch beim Pflugeinsatz angewandt werden.

### Nachteile
- Ohne Regen oder Beregnungsmöglichkeit sind Vorauflaufherbizide entweder gar nicht einsetzbar (aride Gebiete) oder die Wirksamkeit lässt nach einer längeren Zeit ohne Regen nach.
- Zu starker Regen hingegen kann das Herbizid zu stark auswaschen und bis in die Tiefe der eingesäten Kulturpflanze eintragen. Die Kulturpflanze wird dann geschädigt.

## Wirkstoffbeispiele
- Glyphosat (z. B. Roundup)
- Flufenacet (z. B. Bacara)
- Clomazon  (z. B. Centium)
- Dinitroaniline wie
  - Pendimethalin
- Chloracetamide wie
  - Dimethenamid-P
- Thiocarbamate wie
  - EPTC (verboten)